# Espérance sportive de Tunis (natation)
Cet article concerne la section natation de l'Espérance sportive de Tunis. Pour les autres sections, voir Espérance sportive de Tunis.
L'Espérance sportive de Tunis est un club tunisien de natation basé à Tunis.

## Histoire
Créé en 1961, il s'impose progressivement comme un grand compétiteur de cette discipline. Les frères Ons et Anis Bahri en sont les locomotives avant d'être relayés par Saloua Obba puis par Myriam Mizouni, qui rafle tout sur son passage au niveau tunisien, arabe et africain. Pour sa part, la section de water-polo constituée autour des frères Ben Romdhan remporte plusieurs titres. Cependant, au début des années 1990, la section est dissoute pour limiter les activités du club. En 2008, elle reprend ses activités en recrutant un groupe de nageurs confirmés qui évoluaient au Club africain — Ahmed Mathlouthi, Maroua Mathlouthi et Haythem Abdelkhalek — et en encourageant de jeunes talents.
En février 2016, les dirigeants décident de faire renaître la section de water-polo avec les sections jeunes.

## Palmarès
- Championnat de Tunisie masculin de water-polo : 
  - 1990, 1991, 1992, 1993
- Coupe de Tunisie de water-polo masculin : 
  - 1989, 1990, 1991, 1992, 1993

## Direction
Le bureau directeur est composé d'anciens sportifs (nageurs et joueurs de water-polo) :
- Hichem Najjar : président de section
- Achref Dabboussi : vice-président
- Bouthaina Mhirsi : responsable chargée des nageurs et des parents

## Entraîneurs
- Chaima Touili : direction technique
- Haykel Abid : entraîneur du groupe élite
- Omar Moussa
- Safa Zouaoui
- Samir Nouri
- Aziz Hathroubi
- Oussema Jilani
- Yassine Ben Idda
- Mourad Tabarki
- Kalthoum Yazidi
- Ridha Ouafi
- Skander Ouni
- Wala Kasraoui

## Nageurs
- Heithem Abdelkhalek[2],[3]
- Haikel Abid[4]
- Mehdi Agili[5]
- Abdelaziz Bayar[6]
- Med Ali Chaouachi[7]
- Fedi Hannachi[8]
- Farès Jlassi[9]
- Seifeddine Mahdhaoui[10]
- Maroua Mathlouthi
- Oussama Mellouli
- Ahmed Mathlouthi[11]
- Rim Ouenniche

## Anciens nageurs
- Myriam Mizouni
- Alya Gara[12]
- Senda Gharbi